# نيكا توربينا
نيكا غريغورييفنا توربينا (17 ديسمبر 1974 - 11 مايو 2002) (الروسية: Ника Гeopгиeвна Туpбина) شاعرة روسية. أصبحت مشهورة بقصائدها العميقة والعاطفية التي كتبتها في سن مبكرة.
كتبت قصيدتها الأولى في سن السادسة، وفي العاشرة من عمرها، نشرت أول مجموعة شعرية لها «المسودة الأولى». حصلت على جائزة الأسد الذهبي عن شعرها عام 1985. ولم يسبق لأية شاعرة روسية، قبلها، أن نالت هذه الجائزة العالمية، باستثناء مواطنتها الشاعرة الشهيرة «آنا أخماتوفا» حين ّ كانت في سن ّ متقدمة.

## مسيرتها
بدأت كتابة الشعر في سن السادسة، ونشرت كتابها الأول في عام 1984، في سن العاشرة. بيعت أكثر من 30,000 نسخة لأعمالها في الاتحاد السوفيتي آنذاك.
كتبت توربينا أول قصيدة كاملة لها في الرابعة من عمرها. بعد عامين، اكتشفها الكاتب يوليان سيميونوف الذي قضى جزءًا من العام في مسقط رأسها في يالطا.
في سن العاشرة، نشرت توربينا كتابها الأول، «المسودة الأولى»، مع مقدمة من الشاعر يفغيني يفتوشينكو عام 1984. وقد نُشرت ترجمات المسودة الأولى لها في فرنسا وإيطاليا وبريطانيا.

## الوفاة
توفيت توربينا في 11 مايو 2002 بموسكو، عن عمر يناهز 27 عامًا بعد أن سقطت من نافذة الطابق الخامس. دُفنت نيكا توربينا في مقبرة فاغانكوفو في موسكو.